# Gran Premio della Malesia 2015
Il Gran Premio della Malesia 2015 è stata la seconda prova della stagione 2015 del campionato mondiale di Formula 1. Si è svolta domenica 29 marzo 2015 sul circuito di Sepang, nelle vicinanze dalla capitale malese Kuala Lumpur. La gara è stata vinta da Sebastian Vettel su Ferrari. Vettel, al suo quarantesimo successo in carriera, ha preceduto sul traguardo Lewis Hamilton e Nico Rosberg, entrambi su Mercedes.

## Vigilia

### Sviluppi futuri
Il 20 marzo la FIA ha cancellato il Gran Premio di Germania, inizialmente previsto per il 19 luglio, per problemi organizzativi. Le gare scendono così a 19.
Anche la stessa presenza del Gran Premio malese, all'interno del calendario iridato, è messa in dubbio dagli organizzatori. Durante il weekend del Gran Premio è stato comunque annunciato che la gara malese rimarrà nel calendario almeno fino al 2018.

### Aspetti tecnici
La Pirelli, fornitrice unica degli pneumatici per la stagione, ha annunciato che, per il Gran Premio, fornirà le mescole media e dura.
La Federazione Internazionale dell'Automobile stabilisce che i piloti possono utilizzare il Drag Reduction System sul rettilineo dei box e sul rettilineo opposto, tra le curve Sunway Lagoon e la 15. Su questa curva è stabilito il detection point della prima zona di utilizzo, mentre il punto per la determinazione del distacco tra i piloti per la seconda zona è stabilito dopo la curva 12.

### Aspetti sportivi
Dopo la lite giudiziaria che ha opposto il pilota Giedo van der Garde e la Sauber, le due parti trovano un accordo per sciogliere il contratto che le legava. La scuderia elvetica conferma perciò Felipe Nasr e Marcus Ericsson quali piloti titolari.
Fernando Alonso, dopo aver saltato il primo Gran Premio stagionale, per i postumi dell'incidente subito durante i test invernali, torna pilota titolare alla McLaren, al posto di Kevin Magnussen. Alonso ha già corso con il team britannico nel 2007, giungendo terzo nel campionato piloti.
Restava in dubbio anche la partecipazione alla gara per il pilota finlandese della Williams Valtteri Bottas, che aveva dovuto saltare la gara in Australia, dopo aver manifestato dei dolori alla schiena dopo le qualifiche. La scuderia aveva escluso che potesse venir sostituito con uno dei due collaudatori, Susie Wolff e Alex Lynn. Successivamente Bottas ha ottenuto il via libera per la partecipazione al GP. Il team britannico ha ingaggiato nel frattempo Adrian Sutil, ex pilota della Force India, quale pilota di riserva.
La Marussia, che non ha potuto compiere nessun giro in Australia, conferma Roberto Merhi, quale pilota titolare al fianco di Will Stevens.
La FIA indica, quale commissario aggiunto per la gara, l'ex campione motociclistico Mick Doohan. L'australiano svolge tale funzione per la prima volta, ed è anche la prima volta che tale incarico è attribuito a un esponente del motorsport che non arriva dall'automobilismo.
Raffaele Marciello sostituisce Felipe Nasr in Sauber per la prima sessione di prove libere del venerdì. Marciello è il primo pilota italiano a partecipare a un weekend del mondiale di F1 dai tempi del Gran Premio del Brasile 2011, ove corsero Jarno Trulli e Vitantonio Liuzzi.

## Prove

### Resoconto
Nico Rosberg fa segnare il miglior tempo nel corso della prima sessione di prove libere. Il tedesco precede di 3 e 8 decimi rispettivamente i due piloti della Scuderia Ferrari, Kimi Räikkönen e Sebastian Vettel. L'altro pilota della Mercedes, Lewis Hamilton ha potuto compiere solo 4 giri prima dell'insorgere di problemi al motore della sua monoposto. Il rientrante Fernando Alonso ha chiuso col quattordicesimo tempo. Per la prima volta in stagione hanno preso la pista anche le due Marussia, ottenendo però tempi molto più alti di quelli di Rosberg: Will Stevens infatti è staccato di oltre sei secondi, mentre Roberto Merhi è più lento del compagno di team di oltre un secondo.
Hamilton ha potuto disputare solo la fase finale della seconda sessione, scontando problemi anche alla telemetria: nonostante ciò il britannico è risultato il più rapido, abbattendo il muro del minuto e quaranta. Alle spalle del campione del mondo si sono posti ancora Räikkönen, e l'altro pilota della Mercedes, Nico Rosberg. Vettel è sceso al settimo posto, penalizzato da un testacoda. A causa di un'uscita di pista di Roberto Merhi, finito nella via di fuga in sabbia, la sessione è stata interrotta dalla bandiera rossa. Le due McLaren chiudono nelle retrovie, precedendo solo Romain Grosjean, che ha evidenziato dei problemi alla potenza della sua monoposto, e le due Marussia.
Nico Rosberg è stato nuovamente il più rapido nel corso della terza sessione di prove libere: il tedesco ha preceduto il compagno di team Lewis Hamilton, staccato di poco meno di due decimi, e il ferrarista Kimi Räikkönen di circa cinque. Il finlandese è stato limitato nelle prove da una foratura e da una modifica dell'assetto, che ha richiesto del tempo ai box. Sulla McLaren di Jenson Button è stata sostituita la power unit.

### Risultati
Nella prima sessione del venerdì si è avuta questa situazione:
| Pos | Nº | Pilota           | Costruttore | Tempo    | Gap    | Giri |
| --- | -- | ---------------- | ----------- | -------- | ------ | ---- |
| 1   | 6  | Nico Rosberg     | Mercedes    | 1'40"124 |        | 20   |
| 2   | 7  | Kimi Räikkönen   | Ferrari     | 1'40"497 | +0"373 | 17   |
| 3   | 5  | Sebastian Vettel | Ferrari     | 1'40"985 | +0"861 | 13   |

Nella seconda sessione del venerdì si è avuta questa situazione:
| Pos | Nº | Pilota         | Costruttore | Tempo    | Gap    | Giri |
| --- | -- | -------------- | ----------- | -------- | ------ | ---- |
| 1   | 44 | Lewis Hamilton | Mercedes    | 1'39"790 |        | 16   |
| 2   | 7  | Kimi Räikkönen | Ferrari     | 1'40"163 | +0"373 | 29   |
| 3   | 6  | Nico Rosberg   | Mercedes    | 1'40"218 | +0"428 | 26   |

Nella sessione del sabato si è avuta questa situazione:
| Pos | Nº | Pilota         | Costruttore | Tempo    | Gap    | Giri |
| --- | -- | -------------- | ----------- | -------- | ------ | ---- |
| 1   | 6  | Nico Rosberg   | Mercedes    | 1'39"690 |        | 13   |
| 2   | 44 | Lewis Hamilton | Mercedes    | 1'39"874 | +0"184 | 10   |
| 3   | 7  | Kimi Räikkönen | Ferrari     | 1'40"245 | +0"555 | 9    |

## Qualifiche

### Resoconto
Le qualifiche iniziano con tempo asciutto anche se con minaccia di pioggia. In testa si pongono le due Mercedes, seguite da Sebastian Vettel. Vengono eliminate le due Marussia, con Will Stevens che non riesce a prendere la pista per un guaio all'alimentazione, e Roberto Merhi fa segnare un tempo al di sopra del 107% di quello di Lewis Hamilton. Gli altri tre piloti a non passare alla fase successiva sono i due della McLaren e Felipe Nasr.
Il temporale si avvicina alla pista così che tutti i piloti sono inviati in pista immediatamente, e tutti con gomme medie, la mescola più morbida del weekend. Nico Rosberg si porta al comando, davanti a Vettel, mentre Hamilton, penalizzato dal traffico, è solo ottavo, quando la pioggia inizia a cadere sul tracciato malese. Ciò rende impossibile a Kimi Räikkönen, ostacolato nel giro veloce da Marcus Ericsson, a qualificarsi per la fase finale. Oltre al ferrarista vengono esclusi Pastor Maldonado, i due della Force India e Carlos Sainz Jr.
Un forte temporale s'abbatte sulla pista prima della fase finale e la direzione di gara decide di posticipare la partenza di circa un quarto d'ora. Dopo diverse uscite della vettura di sicurezza, al fine di testare la qualità della pista, si decide di iniziare la sessione finale delle qualifiche con mezz'ora di ritardo, rispetto a quanto prestabilito. I piloti della Williams decidono di montare gomme da bagnato, mentre quelli di Mercedes e Ferrari optano per le intermedie. Poco dopo i piloti della scuderia britannica sono richiamati ai box, al fine di montare anch'essi le gomme intermedie.
Lewis Hamilton fa segnare il tempo migliore dopo il primo tentativo. Negli ultimi minuti tutti i piloti montano un nuovo treno di gomme intermedie, ma nessuno è capace di scalzare il britannico dalla pole position. La prima fila è completata da Sebastian Vettel, mentre la seconda è composta da Nico Rosberg e Daniel Ricciardo.
Per Hamilton è la quarantesima partenza al palo, la trentasettesima per la Mercedes, tredicesima consecutiva.
Al termine delle qualifiche Romain Grosjean è penalizzato di due posizioni sulla griglia di partenza per non aver rispettato l'ordine della fila previsto dagli steward, per uscire dai box, nel corso della Q2. La FIA autorizza le due Marussia a prendere il via alla gara, dall'ultima fila, pur avendo Merhi superato il 107% e Stevens non affrontato le qualifiche.

### Risultati
Nella sessione di qualifica si è avuta questa situazione:
| Pos                         | Nº | Pilota           | Costruttore             | Q1          | Q2       | Q3       | Griglia |
| --------------------------- | -- | ---------------- | ----------------------- | ----------- | -------- | -------- | ------- |
| 1                           | 44 | Lewis Hamilton   | Mercedes                | 1'39"269    | 1'41"517 | 1'49"834 | 1       |
| 2                           | 5  | Sebastian Vettel | Ferrari                 | 1'39"814    | 1'39"632 | 1'49"908 | 2       |
| 3                           | 6  | Nico Rosberg     | Mercedes                | 1'39"374    | 1'39"377 | 1'50"299 | 3       |
| 4                           | 3  | Daniel Ricciardo | Red Bull Racing-Renault | 1'40"504    | 1'41"085 | 1'51"541 | 4       |
| 5                           | 26 | Daniil Kvjat     | Red Bull Racing-Renault | 1'40"546    | 1'41"665 | 1'51"951 | 5       |
| 6                           | 33 | Max Verstappen   | STR-Renault             | 1'40"793    | 1'41"430 | 1'51"981 | 6       |
| 7                           | 19 | Felipe Massa     | Williams-Mercedes       | 1'40"543    | 1'41"230 | 1'52"473 | 7       |
| 8                           | 8  | Romain Grosjean  | Lotus-Mercedes          | 1'40"303    | 1'41"209 | 1'52"981 | 10      |
| 9                           | 77 | Valtteri Bottas  | Williams-Mercedes       | 1'40"249    | 1'40"650 | 1'53"179 | 8       |
| 10                          | 9  | Marcus Ericsson  | Sauber-Ferrari          | 1'40"340    | 1'41"748 | 1'53"261 | 9       |
| 11                          | 7  | Kimi Räikkönen   | Ferrari                 | 1'40"415    | 1'42"173 | N.D.     | 11      |
| 12                          | 13 | Pastor Maldonado | Lotus-Mercedes          | 1'40"361    | 1'42"198 | N.D.     | 12      |
| 13                          | 27 | Nico Hülkenberg  | Force India-Mercedes    | 1'40"830    | 1'43"023 | N.D.     | 13      |
| 14                          | 11 | Sergio Pérez     | Force India-Mercedes    | 1'41"036    | 1'43"469 | N.D.     | 14      |
| 15                          | 55 | Carlos Sainz Jr. | STR-Renault             | 1'39"814    | 1'43"701 | N.D.     | 15      |
| 16                          | 12 | Felipe Nasr      | Sauber-Ferrari          | 1'41"308    | N.D.     | N.D.     | 16      |
| 17                          | 22 | Jenson Button    | McLaren-Honda           | 1'41"636    | N.D.     | N.D.     | 17      |
| 18                          | 14 | Fernando Alonso  | McLaren-Honda           | 1'41"746    | N.D.     | N.D.     | 18      |
| Tempo limite 107%: 1'46"217 |    |                  |                         |             |          |          |         |
| NQ                          | 98 | Roberto Merhi    | Marussia-Ferrari        | 1'46"677    | N.D.     | N.D.     | 19      |
| NQ                          | 28 | Will Stevens     | Marussia-Ferrari        | senza tempo | N.D.     | N.D.     | 20      |

In grassetto sono indicate le migliori prestazioni in Q1, Q2 e Q3.

## Gara

### Resoconto
Will Stevens non prende parte alla gara per un problema tecnico alla sua Marussia. Alla partenza Lewis Hamilton è primo, seguito da Sebastian Vettel e Nico Rosberg. Nel corso del primo giro sia Kimi Räikkönen che Pastor Maldonado rimediano delle forature e sono costretti ai box, scendendo così nella graduatoria. Felipe Nasr, che ha tamponato il ferrarista, è anch'egli costretto ai box, per la sostituzione del musetto. Dopo i primi tre, al termine del primo giro, la classifica vede Daniel Ricciardo, Felipe Massa, Daniil Kvjat, poi Nico Hülkenberg, Marcus Ericsson e Max Verstappen.

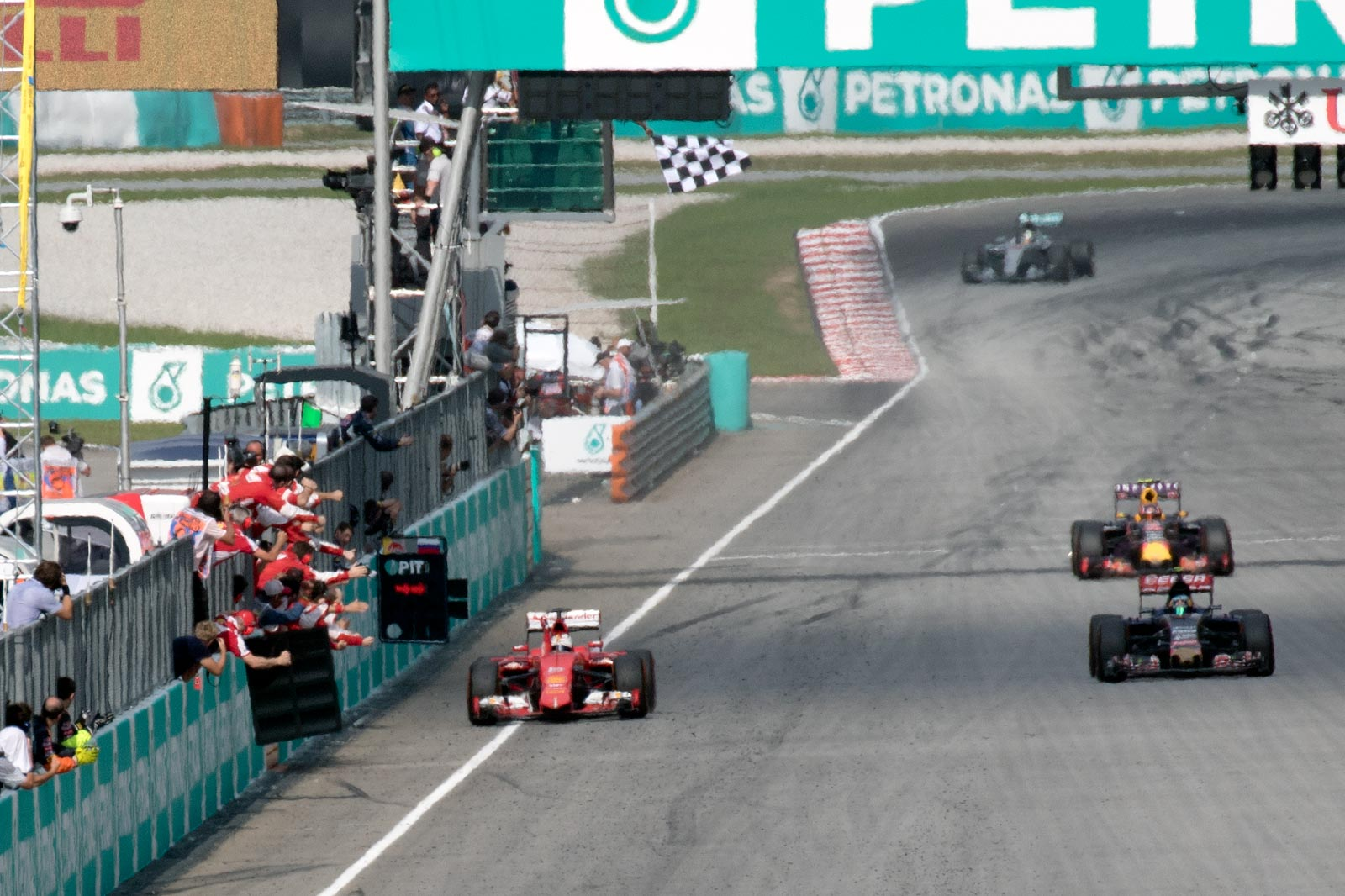
Sebastian Vettel taglia vittorioso la linea del traguardo, cogliendo il suo primo trionfo alla guida di una Ferrari.

Al quarto giro Ericsson attacca Hülkenberg alla prima staccata ma finisce nella sabbia: la direzione di gara fa entrare la safety car. Molti piloti, tra cui i due della Mercedes, optano per un immediato cambio gomme, in cui montano gomme dure. Dopo tre giri la gara riprende regolarmente, con Vettel che precede proprio Hülkenberg, poi Romain Grosjean, Carlos Sainz Jr., Sergio Pérez, Hamilton, Ricciardo, Massa e Rosberg.
Pérez cede rapidamente diverse posizioni, mentre risalgono le due Mercedes, con Hamilton che già al giro 10 è secondo alle spalle di Vettel e Rosberg che al quattordicesimo passaggio è terzo, dietro al compagno di scuderia. Nello stesso giro effettua la seconda sosta Räikkönen e va al cambio gomme anche Sainz. Un giro dopo tocca anche a Hülkenberg e Grosjean. Ora, dietro ai primi tre, vi sono le due Williams di Massa e Valtteri Bottas. Poco dopo, dietro a due rispunta Räikkönen.
Vettel effettua il suo cambio gomme al giro 17, ma mantiene ancora le gomme medie. Il tedesco della Ferrari ha un ottimo ritmo, che gli consente di segnare il giro più veloce e di riavvicinarsi velocemente al duo di testa, tanto che al giro 21 passa Rosberg e torna secondo. Tre giri dopo Vettel passa anche Hamilton, che si ferma per il secondo cambio gomme. Il britannico monta gomme medie. Nei giri seguenti vanno al cambio gomme anche Rosberg e il duo della Williams, con Räikkönen che scala terzo, prima di essere passato da Rosberg al giro 28.

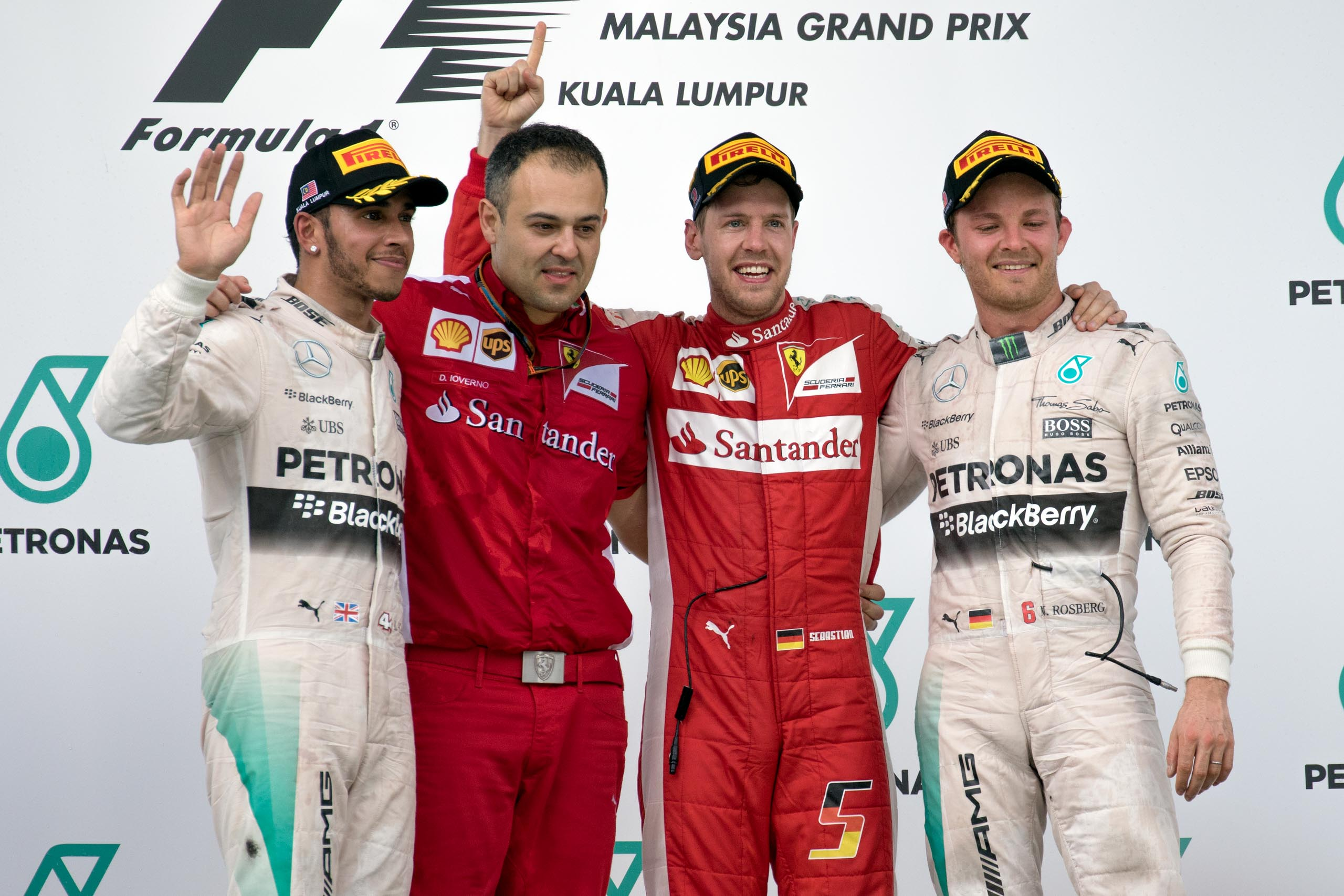
Il podio della prova malese, con Vettel primo davanti ai due alfieri della Mercedes, Lewis Hamilton e Nico Rosberg, rispettivamente secondo e terzo classificato.

La graduatoria vede sempre al comando Vettel, seguito dal duo della Mercedes, poi Räikkönen, Massa, e Verstappen che si è inserito davanti a Bottas. Al giro 34 Räikkönen compie la terza sosta e monta gomme dure. Tre tornate dopo è il turno di Vettel, che monta gomme dure: al rientro in pista riesce a resistere all'attacco di Rosberg, e mantiene il secondo posto. Un giro dopo anche Hamilton torna ai box, montando ora gomme dure. Nello stesso giro c'è il pit stop anche per Massa. Vettel torna al comando del Gran Premio.
Al quarantesimo giro anche Rosberg effettua l'ultimo cambio gomme, rientrando in pista dietro a Hamilton. Quarto è di nuovo risalito Kimi Räikkönen; il ferrarista precede il duo della Williams, che a sua volta precede quelli della Toro Rosso e della Red Bull. Nei giri finali vi sono molti duelli fra compagni di scuderia: Verstappen passa Sainz per il settimo posto, Kvjat supera Ricciardo, e Bottas prende il quinto posto a Massa.
Vettel vince per la prima volta con la Ferrari e per la quarantesima volta in totale (non accadeva dal Gran Premio del Brasile 2013). La scuderia italiana torna così a vincere dopo 686 giorni: l'ultima vittoria risaliva al Gran Premio di Spagna 2013. Vettel è anche il primo pilota, diverso da Fernando Alonso, a vincere con il Cavallino dal Gran Premio del Belgio 2009. Verstappen, settimo, è il più giovane pilota ad andare a punti in una gara iridata, a 17 anni, 5 mesi e 29 giorni, nonché il primo pilota proveniente dall'Olanda a marcarli dopo Christijan Albers al Gran Premio degli Stati Uniti d'America 2005.

### Risultati
I risultati del Gran Premio sono i seguenti:
| Pos | Nº | Pilota           | Costruttore             | Giri | Tempo/Ritiro  | Griglia | Punti |
| --- | -- | ---------------- | ----------------------- | ---- | ------------- | ------- | ----- |
| 1   | 5  | Sebastian Vettel | Ferrari                 | 56   | 1h41'05"793   | 2       | 25    |
| 2   | 44 | Lewis Hamilton   | Mercedes                | 56   | +8"569        | 1       | 18    |
| 3   | 6  | Nico Rosberg     | Mercedes                | 56   | +12"310       | 3       | 15    |
| 4   | 7  | Kimi Räikkönen   | Ferrari                 | 56   | +53"822       | 11      | 12    |
| 5   | 77 | Valtteri Bottas  | Williams-Mercedes       | 56   | +1'10"409     | 8       | 10    |
| 6   | 19 | Felipe Massa     | Williams-Mercedes       | 56   | +1'13"586     | 7       | 8     |
| 7   | 33 | Max Verstappen   | STR-Renault             | 56   | +1'37"762     | 6       | 6     |
| 8   | 55 | Carlos Sainz Jr. | STR-Renault             | 55   | +1 giro       | 15      | 4     |
| 9   | 26 | Daniil Kvjat     | Red Bull Racing-Renault | 55   | +1 giro       | 5       | 2     |
| 10  | 3  | Daniel Ricciardo | Red Bull Racing-Renault | 55   | +1 giro       | 4       | 1     |
| 11  | 8  | Romain Grosjean  | Lotus-Mercedes          | 55   | +1 giro       | 10      |       |
| 12  | 12 | Felipe Nasr      | Sauber-Ferrari          | 55   | +1 giro       | 16      |       |
| 13  | 11 | Sergio Pérez     | Force India-Mercedes    | 55   | +1 giro       | 14      |       |
| 14  | 27 | Nico Hülkenberg  | Force India-Mercedes    | 55   | +1 giro       | 13      |       |
| 15  | 98 | Roberto Merhi    | Marussia-Ferrari        | 53   | +3 giri       | 19      |       |
| Rit | 13 | Pastor Maldonado | Lotus-Mercedes          | 47   | Freni         | 12      |       |
| Rit | 22 | Jenson Button    | McLaren-Honda           | 41   | Turbo         | 17      |       |
| Rit | 14 | Fernando Alonso  | McLaren-Honda           | 21   | Power unit    | 18      |       |
| Rit | 9  | Marcus Ericsson  | Sauber-Ferrari          | 3    | Testacoda     | 9       |       |
| NP  | 28 | Will Stevens     | Marussia-Ferrari        | 0    | Alimentazione | 20      |       |

## Classifiche mondiali

### Piloti
| Pos | Pilota           | Punti |
| --- | ---------------- | ----- |
| 1   | Lewis Hamilton   | 43    |
| 2   | Sebastian Vettel | 40    |
| 3   | Nico Rosberg     | 33    |
| 4   | Felipe Massa     | 20    |
| 5   | Kimi Räikkönen   | 12    |
| 6   | Felipe Nasr      | 10    |
| 7   | Valtteri Bottas  | 10    |
| 8   | Daniel Ricciardo | 9     |
| 9   | Nico Hülkenberg  | 6     |
| 10  | Max Verstappen   | 6     |
| 11  | Carlos Sainz Jr. | 6     |
| 12  | Marcus Ericsson  | 4     |
| 13  | Daniil Kvjat     | 2     |
| 14  | Sergio Pérez     | 1     |

### Costruttori
| Pos | Costruttore             | Punti |
| --- | ----------------------- | ----- |
| 1   | Mercedes                | 76    |
| 2   | Ferrari                 | 52    |
| 3   | Williams-Mercedes       | 30    |
| 4   | Sauber-Ferrari          | 14    |
| 5   | STR-Renault             | 12    |
| 6   | Red Bull Racing-Renault | 11    |
| 7   | Force India-Mercedes    | 7     |

## Decisioni della FIA
Al termine della gara, la FIA ha deciso di sanzionare alcuni piloti per la manovre effettuate in pista. Pastor Maldonado è stato penalizzato di tre punti sulla Superlicenza per non aver rispettato il tempo minimo dalla vettura di sicurezza durante il regime di safety car, mentre i due piloti della Force India, Sergio Pérez e Nico Hülkenberg, hanno subito una decurtazione di due punti per dei contatti con altri piloti avvenuti in gara.